# Departamento de Fábrega
Fábrega fue uno de los siete departamentos en que se dividía el Estado Soberano de Panamá (Colombia). Fue creado el 15 de julio de 1855, comprendiendo el territorio oriental de la provincia de Veraguas, mediante la Convención constituyente del Estado. su nombre fue cambiado a Veraguas en 1864. Tenía por cabecera a Santiago de Veraguas.

## División territorial
El departamento al momento de su creación (1855) estaba dividido en los distritos de Santiago, Atalaya, Calobre, Cañazas, Herrera, La Mesa, Las Palmas, Montijo, Ponuga, Río de Jesús, San Francisco, Soná y Tolé.